# Škoda Felicia (1959)
Škoda Felicia/ Škoda Felicia Super a fost produs între anii 1959 - 1964, păstra aspectul modelului Škoda Octavia și trebuia să înlocuiască modelul 450. Felicia putea transporta până la cinci persoane, avea o caroserie cu 3 uși, acoperișul era retractabil din material textil sau se putea monta unul din plastic. Modelul oferea 2 motorizări:
- 1,1 litri în 4 cilindri în linie (1089 cc)
- 1,2 litri în 4 cilindri în linie (1221 cc), modelul cu acest motor se numea Felicia Super.